# 瓦西里·伊凡诺维奇 (梁赞)
瓦西里·伊凡诺维奇（俄语：Василий Иванович，1448年—1483年1月7日），是一位梁赞大公國的大公(1456–1483)，他是梁赞大公伊凡三世之子。1464年1月28日，瓦西里·伊凡诺维奇与莫斯科大伊凡三世最小的妹妹安娜·瓦西里耶芙娜结婚。 